# Eleccions legislatives portugueses de 2025
Les eleccions legislatives portugueses de 2025 se celebraran de manera anticipada el 18 de maig de 2025 a Portugal per escollir els 230 diputats de la nova Assemblea de la República en la seva 17a legislatura.

## Antecedents
Després de les eleccions legislatives portugueses de 2024 Luís Montenegro va formar un govern d'Aliança Democrática en minoria. Després de dues mocions de censura fallides contra el seu govern, Montenegro va perdre una moció de censura l'11 de març de 2025, el govern va caure i el President Marcelo Rebelo de Sousa va convocar eleccions anticipades.

## Sistema electoral
Els 230 membres de l'Assemblea de la República Portuguesa són elegits en vint-i-dues circumscripcion amb escons assignats per la regla D'Hondt amb una quantitat de diputats segons la magnitud del districte.

## Resultats
| 58,25% | ' |

| 58,25% | ' |

## Conseqüències
La mateixa nit electoral, davant els pitjors resultats del Partit Socialista des de les eleccions legislatives portugueses de 1985, Pedro Nuno Santos va presentar la dimissió com a líder socialista.
Luís Montenegro va formar un govern de coalició de Partit Socialdemòcrata (PSD) i Centre Democràtic Social / Partit Popular (CDS–PP).